# Gormaz
Gormàs (en castellà, Gormaz) és un municipi de la província de Sòria a la comunitat autònoma de Castella i Lleó.

## Història
El Castell de Gormaz es va convertir en una peça clau en la defensa musulmana contra els regnes d'Astúries, Navarra i Lleó, i mantenir-los allunyats de Medinaceli, sent escenari de les derrotes d'Abd al-Rahman III a mans de Ramir II de Lleó i Ferran González en la batalla d'Osma de 933 i la batalla d'Osma de 934.